# Canthidium gemmingeri
Canthidium gemmingeri là một loài bọ cánh cứng trong họ Bọ hung (Scarabaeidae).